# 諏訪雅彦
諏訪 雅彦（すわ まさひこ、1959年3月 - ）は、日本の作曲家である。

## 来歴
長野県岡谷市に生まれる。本名は佐藤正。東京芸術大学音楽学部作曲科を中退。

## 代表作
- ウィナーズ 〜吹奏楽のための行進曲 - 第13回朝日作曲賞受賞、2003年度全日本吹奏楽コンクール課題曲[1]
- ヴォルケーノ 〜吹奏楽のための行進曲 - 第11回「響宴」演奏作品
- 16世紀のシャンソンによる変奏曲 - 第19回朝日作曲賞受賞[2]、2009年度全日本吹奏楽コンクール課題曲[3]
- ソナタ・バロッコ (英国式金管バンド) - 東京ブラスソサエティ第37回定期演奏会